# 都風俗化粧伝
『都風俗化粧伝』（みやこふうぞくけわいでん）は、江戸時代の美容指南書。佐山半七丸著・速水春暁斎画。3巻3冊。1813年（文化10年）から1922年（大正11年）まで刊行されたロングセラーであった。
初版の版元は、河南喜兵衛（京都）・中川藤四郎（京都）・鶴屋金助（江戸）・秋田屋太右衛門（大坂）である。作者の佐丸半七丸の来歴は不明で、速水春暁斎と同一視する説もあるが、定かではない。上巻は「顔面之部」、中巻は「手足之部」「髪之部」「化粧之部」、下巻は「恰好之部」「容儀之部」「身嗜之部」から成る。
本書刊行以前の美容指南書は、いずれも化粧に関する具体的な記述はなく、教訓的なものが多かった。これに対して、『都風俗化粧伝』は、具体的な化粧法や身のこなし、さらには京都文化を織り交ぜており、地方都市の女性に広く受け入れられた。
活字翻刻本として、平凡社東洋文庫版がある（高橋雅夫 校注、1982年）。